# 王光佐
王光佐（1464年—？），字克藎，江西瑞州府新昌縣人，匠籍，明朝政治人物。

## 生平
江西鄉試第七□名舉人。弘治十八年（1505年）中式乙丑科會試第七十五名，三甲第一百九十七名進士。

## 家族
曾祖王彥常；祖父王□；父王京畿，母張氏。具庆下。